# Abmeldung
Die Abmeldung ist die Meldung gegenüber einem System oder einer Person der nun folgenden Abwesenheit.

## Computersystem
Als Benutzerabmeldung (englisch logout auch log-off, sign-off usw.) bezeichnet man den Vorgang, bei dem sich ein Benutzer von einem Computersystem abmeldet (neudeutsch auszuloggen).
Gewöhnlich dient der Vorgang dazu, dem System mitzuteilen, dass ein legitimierter Benutzer seine Sitzung beendet. Der umgekehrte Vorgang, der des Anmeldens, wird als Login (Benutzeranmeldung) bezeichnet.
Neben einem expliziten Abmelden kann der Abmeldevorgang auch zeitgesteuert, meist nach einer gewissen Zeit der Inaktivität erfolgen. Das dient als Sicherheitsvorkehrung, damit sensible Accounts, wie z. B. beim Onlinebanking, nicht missbräuchlich von Dritten verwendet werden können.
Bei passwortgeschützten Webseiten dient eine Logout-Funktion dazu, sitzungsspezifische Daten (z. B. Cookies) zu löschen und gibt dem Benutzer mehr Sicherheit, speziell in Umgebungen mit wechselnden Benutzern (wie z. B. Internetcafés).

## Gewerbe
Wenn fest steht, dass ein Gewerbe eindeutig seinen Betrieb aufgibt, so ist dieser nach § 14 Abs. 1 GewO abzumelden.

## Meldewesen
Nach § 17 BMG besteht die Meldepflicht zur An- oder Abmeldung. Die Abmeldung gilt bei einem Auszug aus einer Wohnung. Beim Einwohnermeldeamt muss man sich bei einem Umzug ins Ausland innerhalb von 2 Wochen abmelden; beim Umzug im Inland erfolgt eine Abmeldung i. d. R. automatisch mit der Anmeldung am neuen Wohnort.

## Militär
Bei der Bundeswehr meldet sich ein Untergebener (z. B. Mannschaftsdienstgrad) bei einem Vorgesetzten (z. B. Portepeeoffizier) ab. Die Meldung dient dazu, die Anzahl der aktuell Anwesenden zu erfassen.

## Verkehrswesen
Bei einer Außerverkehrsetzung von Kraftfahrzeugen werden diese nach der Zulassung bei der Verkehrsbehörde wieder abgemeldet. In § 9 Abs. 3 Satz 6 Nr. 2 FZV wird ausdrücklich die Abmeldung genannt. Wenn die Kraftfahrzeugsteuer nicht entrichtet wird, kann gemäß § 14 KraftStG die Abmeldung von Amts wegen erfolgen.

## Versorgungswesen
Der Lieferant hat immer die Abmeldung seiner Kunden dem Netzbetreiber mitzuteilen. Dies gilt z. B. für Stromlieferungen gemäß § 14 Abs. 2 Nr. 1 StromNZV oder für Gaslieferungen gemäß § 41 Abs. 2 Nr. 1 GasNZV.